# Glischropus javanus
Glischropus javanus é uma espécie de morcego da família Vespertilionidae. Endêmica da Indonésia, descrito através de dois exemplates coletados no Monte Pangeango, em Java ocidental.